# Rb遺伝子
Rb遺伝子（Rbいでんし、英:Retinoblastoma Gene）とはがん抑制遺伝子の一つであり、網膜芽細胞腫の原因遺伝子として初めて発見された。細胞周期がS期へ移行するのを抑制しているほか、現在では多くの癌の発症に関与していることが分かっている。

## 遺伝子の配列および産物
ヒトのRb遺伝子は染色体上の13q14.1-2に位置しており、Rbタンパク質（pRb）をコードしている。Rbタンパク質は928アミノ酸残基からなり、その機能はリン酸化によって制御されている。Rbタンパク質自身はDNA結合ドメインを有しておらず、E2Fなどの転写因子を介してプロモーターに結合する。

## 機能
Rb遺伝子産物は細胞周期の調節に関与しており、G1期における細胞周期の回転を抑制する。細胞周期とは細胞分裂の過程における一連の過程を指す。細胞分裂が一度生じてから次に分裂が起こるまでの間を細胞周期の一周期とし、G1期、S期（DNA複製期）、G2期およびM期（分裂期）の4つの時期に分けられる。G1期はS期の準備を行うと同時に、さらに細胞周期を進めるかの選択を行う時期でもある。G1期の中には臨界点（動物細胞では制限点）と呼ばれる時期があり、ここを通過すると細胞周期はS期へと進行していくが、このポイントを越えずにG0期（休止期）に入って分裂が停止する場合もある。
転写因子であるE2Fの転写活性化ドメインにRbタンパク質が結合することによりE2Fの活性を抑制することも知られており、Rbタンパク質の転写調節作用において重要な役割を果たしている。E2Fとの結合は細胞周期依存的であり、G1/S期およびG2/M期ではRbタンパク質がサイクリンD-CDK4/6の働きを受けて高度にリン酸化されているためE2Fと結合できない状態にあるが、G1期前期ではRbタンパク質は脱リン酸化されているためE2Fと結合可能であり、E2Fにより支配される遺伝子（サイクリンA、サイクリンE、CDK2など）の転写を抑制する。

## ギャラリー

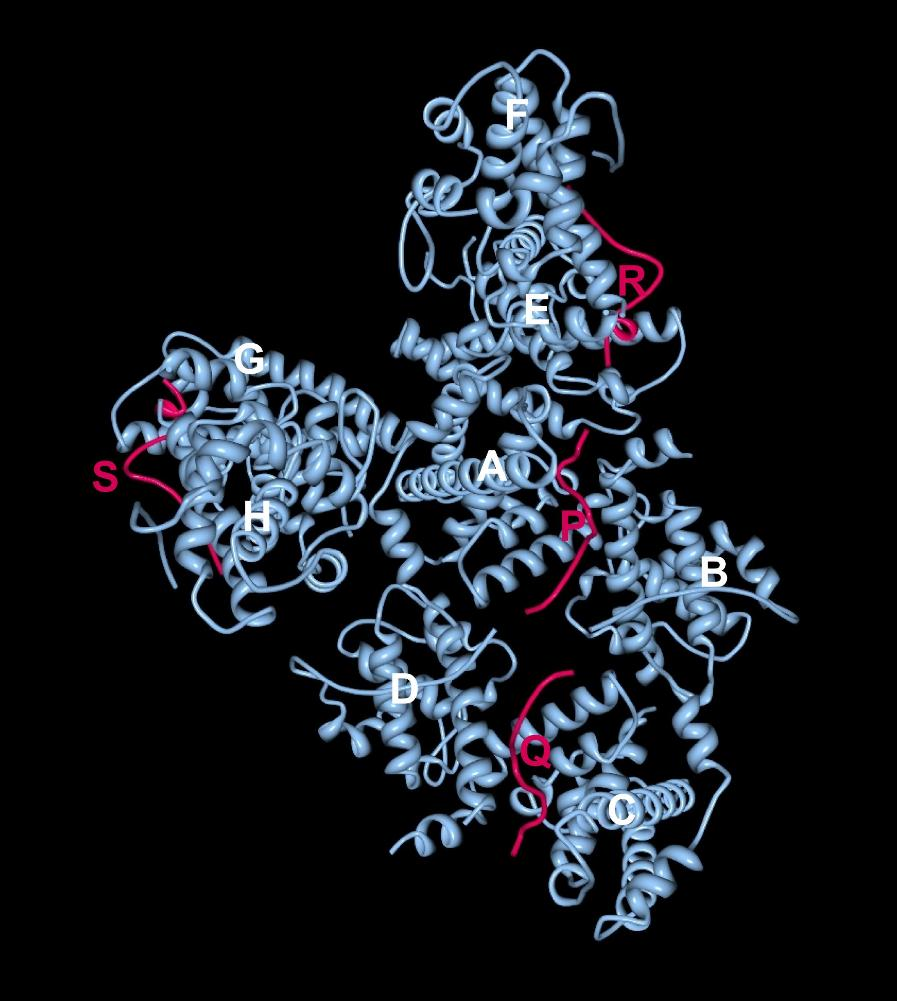
Rbタンパク質の構造。
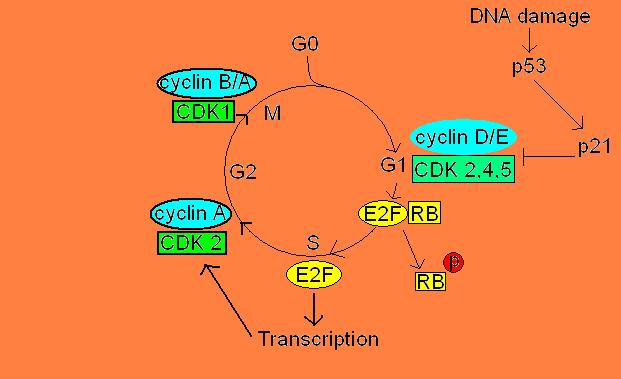
細胞周期とRbタンパク質。G1期後期になるとRbタンパク質はリン酸化を受けてE2Fから解離する。